# François d'Aguilon
François d'Aguilon (també d'Aguillon o en llatí Franciscus Aguilonius (4 de gener de 1567 - 20 de març de 1617) va ser un jesuïta, matemàtic, físic i arquitecte dels Països Baixos espanyols.
D'Aguilon va néixer a Brussel·les ; el seu pare era secretari de Felip II d'Espanya. Va esdevenir jesuïta a Tournai el 1586. El 1598 es va traslladar a Anvers, on va ajudar a planificar la construcció de l'església de Sant Carles Borromeu. El 1611, va iniciar una escola especial de matemàtiques a Anvers, complint un somni de Christopher Clavius per a una escola de matemàtiques jesuïta; el 1616, s'hi va unir Grégoire de Saint-Vincent. Entre els geòmetres notables educats en aquesta escola hi ha Jean-Charles della Faille, André Tacquet, i Theodorus Moretus.

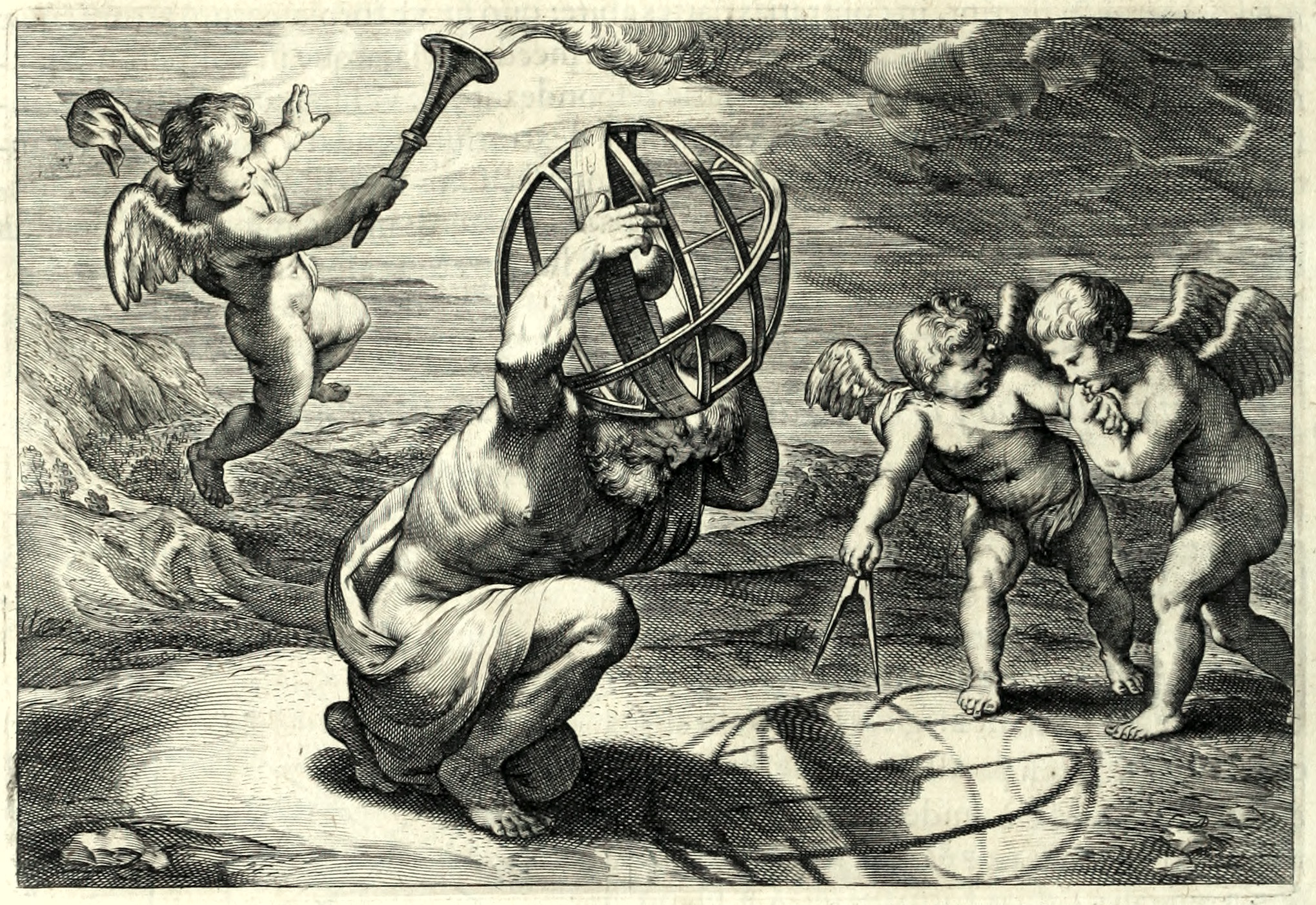
Il·lustració de Rubens per a Opticorum Libri Sex que demostra com es calcula la projecció.

El seu llibre, Opticorum Libri Sex philosophis juxta ac mathematicis utiles, o Sis Llibres d'Òptica, és útil per a filòsofs i matemàtics. Va ser publicat per Balthasar I Moretus a Anvers el 1613 i il·lustrat pel famós pintor Peter Paul Rubens. Inclou un dels primers estudis de visió binocular. També va donar els noms que ara fem servir per a la projecció estereogràfica i la projecció ortogonal, encara que les projeccions en si ja eren probablement conegudes des dels temps d'Hiparc. Aquest llibre va inspirar les obres de Desargues i Christiaan Huygens.

## Sis llibres d'òptica
Els sis llibres d'òptica de François d'Aguilon es refereixen a l'òptica geomètrica, que a l'època a l'escola jesuïta era una subcategoria de la geometria. Va ensenyar lògica, sintaxi i teologia mentre s'encarregava d'organitzar l'ensenyament la part de la geometria que seria útil per a la geografia, la navegació, l'arquitectura i les arts militars a Bèlgica. Els seus superiors volien que sintetitzés l'obra d'Euclides, Alhazen, Vitello, Roger Bacon i altres. Tot i que va morir abans de completar el llibre, encara consta de sis llibres en profunditat, anomenats Opticorum Libri Sex.

### La percepció i l'horòptera
D'Aguilon va estudiar àmpliament la projecció estereogràfica, ja que volia utilitzar un mitjà per ajudar els arquitectes, els cosmògrafs, els navegants i els artistes. Durant segles, artistes i arquitectes havien buscat lleis formals de projecció per col·locar objectes en una pantalla. Opticorum libri sex d'Aguilon va tractar amb èxit les projeccions i els errors de percepció. D'Aguillon va adoptar la teoria d'Alhazen que només es registren clarament els raigs de llum ortogonals a la còrnia i la superfície del cristal·lí. Aguilon va ser el primer a utilitzar el terme horòptera, que és la línia traçada a través del punt focal dels dos ulls i paral·lela a la línia entre els ulls. En altres paraules, descriu com només es veuen els objectes de l'horòptera en la seva ubicació real. A continuació, va construir un instrument per mesurar l'espaiat de les imatges dobles a l'horòptera tal com ell va deduir.
D'Aguilon va ampliar l'horòptera dient al seu llibre:
| « | "Si els objectes cauen sobre diferents raigs, pot passar que es puguin veure coses a diferents distàncies amb angles iguals. Si el punt C està directament oposat als ulls, A i B, amb un cercle dibuixat pels tres punts, A, B i C. Segons el teorema 21 del Tercer llibre d'Euclides, qualsevol altre punt D de la seva circumferència que es trobi més a prop de l'observador que C, subendrà un angle ADB que serà igual a l'angle ACB. Per tant, els objectes a C i a D es jutgen igual de lluny de l'ull. Però això és fals, perquè el punt C està més lluny que D. Per tant, un judici de distància és fals quan es basa en els angles entre eixos convergents, quod erat probandum. » | » |

A primera vista, sembla que Aguillon va descobrir l'horòptera geomètrica més de 200 anys abans que Prevost i Vieth i Muller. L'horòptera va ser utilitzada llavors per l'arquitecte Girard Desargues, que l'any 1639 va publicar un notable tractat sobre les seccions còniques, destacant la idea de projecció.

### Similitud amb altres teòrics
En el llibre d'Aguilon hi ha elements de perspectives així com les projeccions estereogràfiques de Ptolemeu i Hiparc. Sense saber que Johannes Kepler ja havia publicat teories òptiques anys abans que ell, Aguilon va decidir compartir les seves idees sobre l'òptica geomètrica. Als 20 anys, el poeta holandès Constantijn Huygens va llegir el llibre d'Aguilon i el va captivar. Més tard va dir que era el millor llibre que havia llegit mai en òptica geomètrica, i va pensar que Aguiló es podia comparar amb Plató, Eudox i Arquímedes. De fet, el títol de la primera publicació de Constantijn Huygens imitava el títol d'Aguilon (ometent les lletres p i c): Otiorum Libri Sex (1625).

### Artista col·laborador
En el llibre d'Aguilon l'inici de cada secció tenia obres del pintor barroc flamenc, Peter Paul Rubens. El frontispici al començament del llibre mostra una àguila, fent referència al nom d'Aguilon i una varietat d'imatges òptiques i geomètriques. A banda i banda del títol hi ha Mercuri sostenint el cap d'Argus amb cent ulls, i Minerva amb un escut que reflecteix el cap de Medusa. Aleshores, al començament de cadascuna de les sis seccions hi ha dibuixos de Rubens que descriuen els experiments d'Aguilon, un dels quals és la primera imatge coneguda d'un fotòmetre Aquest és un dels sis experiments dibuixats per Rubens i mostra com la intensitat de la llum varia amb el quadrat de distància de la font. L'experiment va ser reprès per Mersenne i un altre jesuïta, Claude de Chales, i finalment va donar lloc al fotòmetre més famós de Bouguer. És evident, pel detall que posava als seus dibuixos, l'entusiasme que posava Rubens en el tema, la geometria de la perspectiva i les regles òptiques.